# Кириллова, Ия Алексеевна
Ия Алексеевна Кириллова (1928 — 21 марта 2021) — советский и российский художник. Участница Товарищества экспериментального изобразительного искусства Ленинграда, «Клуба любителей народного творчества», почётный член «Митьков».

## Биография
Родилась в 1928 году в Ленинграде.  Отец — журналист, репрессирован в 1934 году, скончался в заключении.  С живописным искусством впервые познакомилась во время войны, эвакуировавшись из Ленинграда, на родине своего отца в Горьковской области.
В 1952 году окончила Ленинградское художественное училище имени Серова (ныне — Николая Рериха) под руководством Евгении Магарил. В начале 1960-х годов дружила с Михаилом Шемякиным, что также немало сформировало её художественный стиль. Сильное влияние на Кириллову оказал и коллекционер Лев Кацнельсон. В 1970-е годы принимала участие в квартирных выставках. Работала художником в Лениздате.
Помимо живописи Ия Алексеевна занималась коллекционированием предметов народного искусства, пряников, пасхальных яиц, а также изучала историю костюма и танцы разных народов.

## Критика
Как писал Юрий Новиков, «…стиль [Кирилловой] снимает и сюжет, и психологию, отдавая всё во власть блаженного «исторического» настроения…». Николай Благодатов считал творчество Кирилловой «изящным авангардизмом».
Любовь Гуревич утверждала:

Свой собственный стиль — а об Ие Кирилловой выговаривается именно: стиль, а не манера ─ был создан на основе глубокого изучения декоративно-прикладного искусства, плюс усвоение одного из ходов раннего Шемякина: способа изображения фигур в его «Галантных сценах». Первое и второе отнюдь не противоречат друг другу: сам Шемякин как источник пластики названной серии указал городецкую живопись, украшавшую больше всего сидения от прялок ─ донца. Совпадение или закономерность — с 1941 по 1945 г. будущая художница провела именно там, в деревне близь Городца. И потом туда наезжала, ибо влюбилась в пропитанный искусством тамошний быт.